# Battalus spinipes
Battalus spinipes Karsch, 1878 è un ragno appartenente alla famiglia Corinnidae.
È l'unica specie nota del genere Battalus.

## Distribuzione
L'unica specie oggi nota di questo genere è stata rinvenuta in Australia.

## Tassonomia
Nella pubblicazione di Murphy (2007), l'aracnologo Raven afferma di ritenere che questo genere non vada ascritto nella famiglia Gnaphosidae, ed a seguito di un voluminoso studio del 2015 ha ascritto questo genere alla famiglia Corinnidae.